# مقاطعة بيركشاير (ماساتشوستس)
مقاطعة بيركشاير (بالإنجليزية: Berkshire County, Massachusetts)‏ هي إحدى مقاطعات ولاية ماساتشوستس في الولايات المتحدة. ، بلغ عدد سكانها 131219 نسمة في عام 2010 حسب إحصاء مكتب تعداد الولايات المتحدة وتصل الكثافة السكانية فيها 54 نسمة/كم2.

## أعلام
- جيمس فان دير زي
- هربرت فيربر
- غوردون إي. كول
- إيلين ثاير فيشر

## وصلات خارجية
- United States Counties